# Offenbach am Main
Offenbach am Main é uma cidade de Hessen, na Alemanha.
Offenbach é uma cidade independente (Kreisfreie Städte) ou distrito urbano (Stadtkreis), ou seja, possui estatuto de distrito (kreis).